# Talang Sungai Ekok
Talang Sungai Ekok is een bestuurslaag in het regentschap Indragiri Hulu van de provincie Riau, Indonesië. Talang Sungai Ekok telt 204 inwoners (volkstelling 2010).